# Smith & Wesson M&P
Smith & Wesson M&P (Military and Police) самозарядний пістолет з полімерною ствольною коробкою, з закритим затвором з коротким ходом, представлений влітку 2005 року американською компанією Smith & Wesson. Він має систему замикання Браунінга. Окрім використання правоохоронцями, пістолети M&P також поширені на комерційному ринку.

## Історія
M&P є гібридом двох пістолетів Smith & Wesson Sigma та Smith & Wesson SW99, але деталі не сумісні з серією Sigma. Конструкція M&P має покращений УСМ та покращену ергономіку, яка дозволяє користувачу налаштувати пістолет під себе. Стандартна комплектація мала планку Пікатінні та високе руків'я. Багато ергономічних елементів було взято з конструкцій пістолетів Sigma та Smith & Wesson SW99. Покращений УСМ робить пістолети серії M&P схожими на пістолети Glock.

## Конструкція
Самозарядний пістолет M&P має ударниковий УСМ. Цей ударно-спусковий механізм не дає можливості зробити постріл до повного натискання спускового гачка, навіть коли пістолет впустили з рук. Внутрішній замок та/або розмикач магазина є опціональними, а зовнішня кнопка, в якості опції, запобіжника з'явилася в 2009 році.
Рамка пістолета полімерна посилена шасі з неіржавної стали. Пістолет поставляють з трьома змінними руків'ями. Затвор та ствол зроблено з неіржавної сталі, а після загартування вони додатково проходять процес покриття меланітом. Меланіт робить поверхню матово-сірою, без бліку з рейтингом твердості поверхні 68 Rockwell C. Пістолет має низький профіль затвора, а тому вісь ствола розташовано близько до руки стрільця, що робить пістолет M&P більш комфортним для стрільця для зменшення підкидання ствола, що дозволяє швидко наводити ствол на ціль. Затвор має чотири контактні точки з рамкою. Ця особливість пістолета вкупі з наявністю зазорів між кожухом-затвором і рамою сприяє частковому самоочищенню зброї при роботі в несприятливих умовах навколишнього оточення. У момент руху кожуха-затвора сторонні дрібні частинки і дрібний бруд не скупчуються на шасі рами, а успішно видаляються назовні.
Автоматика працює за схемою використання віддачі при короткому ході ствола. Замикання здійснюється за допомогою знижується казенної частини ствола, який входить своїм прямокутним виступом, розташованим над патронником, в вікно для викиду стріляних гільз затвора-кожуха. Зниження відбувається при взаємодії скоса нижнього припливу казенної частини ствола з виступом рами. Ударно-спусковий механізм ударникового типу, з постійно дозведеним ударником. Спусковий гачок має плавний хід і невелике зусилля. Спусковий гачок складається з двох частин з'єднаних шарнірно. УСМ не дозволяє повторно натиснути на спусковий гачок в разі осічки. Замість цього потрібно екстрактувати набій який дав осічку, дослати з магазина наступний, і зробити постріл. Система частково схожа на таку, що використана в серії пістолетів Glock. При русі затвора для наступного пострілу, ударник автоматично дозводиться в бойову позицію на 98%. Оскільки ударник зведено лише на 98%, Smith & Wesson класифікували дію автоматики M&P, як "ударникова (лише подвійна дія)".
Заводський спусковий гачок M&P має шарнірний тип, а рух спускового гачка становить 7,6 мм і потребує силу в 29 Н (6,5 фунтс). Модель M&P45c потребує дещо більшу силу в 31 Н (7,0 фунтс) для натискання спускового гачка. Спортивні пістолети серії M&P40 Pro потребують зменшену силу в 20 Н (4,5 фунтс) для натискання спускового гачка. Моделі які використовують в штаті Массачусетс (MA) потребують силу натискання спускового гачка в 45 Н (10 фунтс). Пістолети поставлялися з двома магазинами.
Стандартні відкриті приціли є триточковими та зроблені зі сталі. Мушка і цілик вмонтовані в затвор і мають змогу коригуватися по горизонталі. Вмонтована планка Пікатінні розташовано під затвором в передній частині рамки. Завдяки цій планці можна встановлювати тактичні ліхтарики, лазерні цілевказіники тощо.
Для Каліфорнії, Массачусетсу, Нью-Йорку, Австралії та Канади випускають версію з магазинами на десять набоїв. Novak Тритієві нічні приціли Новака є опцією для повнорозмірних та компактних версій. Іншим додатковим аксесуаром є шпилька з неіржавної сталі. Новий штифт замінює оригінальний суцільно-пластиковий штифт, який має вбудоване кільце з неіржавної сталі для використання шнурка.

## Варіанти

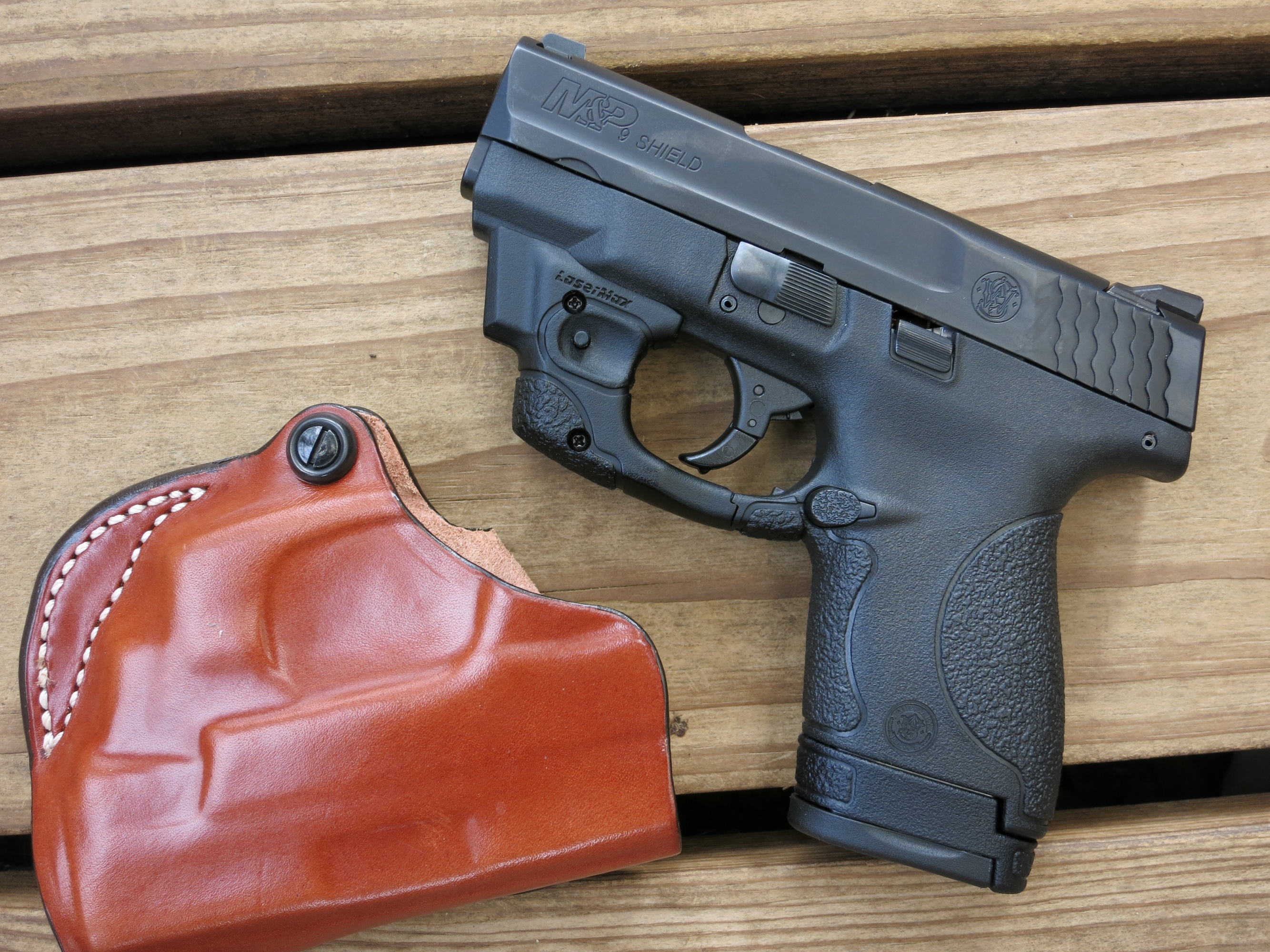
Smith & Wesson M&P9 Shield з лазерним цілевказівником LaserMax

Пістолет M&P випускали під набої 9×19mm Parabellum, .357 SIG, .40 S&W та .45 ACP, зі стволами довжиною 5.0", 4.5", 4.25", 4.1" 4.0", 3.5" та 3.1" (79 мм, 89 мм, 102 мм, 104 мм, 108 мм, 114 мм та 127 мм).
Пістолет M&P9 JG, стандартний пістолет серії Champion, варіант отримав назву на честь Julie Golob (Джулі Голоб) і оснащений ціликом Warren Tactical та мушкою зі скловолокна. Окрім трьох стандартних чорних руків'їв, пістолет мав ще два мале та середнє з рожевими вставками. Частина виручених від продажу цих моделей коштів йде на благодійність по боротьбі з раком молочної залози, а на затворі пістолета було викарбувано стрічку з інформацією.
В 2007 році було представлено повнорозмірну версію M&P під набій .45 ACP зі стволом довжиною 114 мм. Ця модель отримала нагороду Ручна зброя року в 2007.
В 2008 році Smith & Wesson представили нові версії пістолета M&P: M&P45 середнього розміру, M&P45 Compact, M&P9L та M&P Pro. Спортивний M&P45 середнього розміру мав ствол довжиною 102 мм (4 in) та руків'я повного розміру, а цільовий M&P45 Compact для прихованого носіння поставлявся зі стволом довжиною 4 дюйми та коротким руків'ям (з магазинами на вісім або десять набоїв).
В 2011 році Smith & Wesson випустили пістолет M&P22, візуально схожий на інші пістолети серії, під набій .22 Long Rifle. Внутрішня будова та дія автоматики зброї під набій кільцевого запалення, схожі на Walther P22, який Smith & Wesson обрали для імпорту в США, і відрізняється від пістолетів M&P під набій центрального запалення. На відміну від інших моделей, M&P22 мав одноточковий регульований по горизонталі та вертикалі приціл .  В 2013 році випустили зменшений M&P22 Compact.
В 2012 році Smith & Wesson представили M&P Shield під набої 9 мм та .40 S&W. Shield це надкомпактний пістолет з однорядним магазином лінійки M&P. Пістолет Shield був приблизно схожий на M&P Compact, але за шириною був менший за один дюйм. Shield став першим пістолетом M&P який мав покращений спусковий гачок з позитивним скиданням.  В 2016 році в серію було введено варіант пістолета Shield під набій .45 ACP.  Пістолет .45 ACP Shield мав ствол довший на 0.2 дюйми і має більші габаритні розміри.
В 2014 році Smith & Wesson представили пістолет M&P Bodyguard 380 під набій .380 ACP. M&P Bodyguard функціонально схожий на свого попередника, Bodyguard 380. В новому M&P Bodyguard прибрали вмонтований лазерний приціл і довели зовнішній вигляд до рівня пістолетів M&P.  На відміну від пістолетів M&P, M&P Bodyguard має не ударниковий УСМ.  Ві має традиційний курковий УСМ подвійної дії як пістолети персонального захисту, прихованого носіння або в якості резервних для правоохоронних органів.
В 2017 році Smith & Wesson представили пістолет серії M&P 2.0. Серед змін було сталеве шасі на всю довжину, грубе текстуроване руків'я та покращена система спуску серії Pro.  [Архівовано 14 серпня 2018 у Wayback Machine.]
| Модель            | Довжина ствола (дюйми) | Набій                | Магазин                      | Розміри (ширина × висота × довжина, дюйми)                     | Маса (без магазина, унції) | Колір рамки                                             |
| ----------------- | ---------------------- | -------------------- | ---------------------------- | -------------------------------------------------------------- | -------------------------- | ------------------------------------------------------- |
| M&P22             | 4.1                    | .22 LR               | 10 or 12                     | 1.6 × 5.5 × 7.5 (з кнопкою запобіжника, 1.2 ширина без кнопки) | 24.0                       | Чорний                                                  |
| M&P22 Compact     | 3.6                    | .22 LR               | 10                           | 1.5 × 5.0 × 6.7 (з кнопкою запобіжника)                        | 15.3                       | Чорний                                                  |
| Compact           | 3.5                    | 9mm .40 S&W .357 SIG | 10 або 12 10                 | 1.2 × 4.3 × 6.7                                                | 21.7 21.9 22.2             | Чорний або темно-земляний                               |
| Full Size         | 4.25                   | 9mm .40 S&W .357 SIG | 10 або 17 10 або 15 10 or 15 | 1.2 × 5.5 × 7.5                                                | 24.0 24.25 25.5            | .357 SIG Чорний .40 S&W & 9mm Чорний або темно-земляний |
| M&P9L             | 5.0                    | 9mm                  | 10 або 17                    | 1.2 × 5.5 × 8.25                                               | 25.2                       | Чорний                                                  |
| M&P9 Pro          | 4.25                   | 9mm                  | 17, 15, & 10                 | 1.2 × 5.5 × 7.5                                                | 24.0                       | Чорний                                                  |
| M&P9 Pro 5"       | 5.0                    | 9mm                  | 17, 15, & 10                 | 1.2 × 5.5 × 8.25                                               | 24.0                       | Чорний                                                  |
| M&P40 Pro         | 4.25                   | .40 S&W              | 15                           | 1.2 × 5.5 × 7.5                                                | 24.0                       | Чорний                                                  |
| M&P40 Pro 5"      | 5.0                    | .40 S&W              | 15                           | 1.2 × 5.5 × 8.5                                                | 26.0                       | Чорний                                                  |
| M&P45c – Compact  | 4.0                    | .45 ACP              | 8                            | 1.2 × 4.8 × 7.125                                              | 26.2                       | Чорний або темно-земляний                               |
| M&P45 – Mid-Size  | 4.0                    | .45 ACP              | 10                           | 1.2 × 5.5 × 7.5                                                | 27.7                       | Чорний або темно-земляний                               |
| M&P45 – Full Size | 4.5                    | .45 ACP              | 10                           | 1.2 × 5.5 × 7.75                                               | 29.6                       | Чорний або темно-земляний                               |
| M&P Shield        | 3.1 3.3 (.45 ACP)      | 9mm .40 S&W .45 ACP  | 7 або 8 6 або 7 6 або 7      | 0.95 × 4.6 × 6.1 (в тому числі .45 ACP)                        | 19.0 19.0 20.5             | Чорний                                                  |
| M&P Bodyguard 380 | 2.75                   | .380 ACP             | 6                            | .75 × 4.1 × 5.25                                               | 12.0                       | Чорний                                                  |

## Оператори
- Австралія - M&P40 
  - Поліція Південної Австралії[15]
  - Поліція Вікторії[16][17]
- Бельгія: 8,000 пістолетів M&P9 було замовлено Федеральною поліцією в 2011, для заміни Browning Hi-Power. Через заклинювання, бельгійська поліція повернула 6000 пістолетів компанії S&W для ремонту.[18][19]
- Канада: 
  - Департамент поліції Гатіно[20][21][22]
  - Поліцейська служба Великого Садбері[23]
  - Регіональна поліція Галтона[24]
  - Регіональна поліція Пілу[25]
- Колумбія: Адміністративне управління безпеки
- Франція: Інститут радіозахисту та ядерної безпеки (IRSN)
- Індія: Поліція Мумбаю[26]
- Італія: M&P9; Міністерство внутрішніх справ
- Ірак: 
  - Армія Іраку[27]
- Ліван: 
  - Ліванські сили безпеки
- Малайзія: Тюремний департамент Малайзії
- Мексика: Поліція Мексики
- Пакистан: Поліцейське агентство Сінд[28]
- Пуерто-Рико: M&P40; Департамент поліції Пуерто-Рико в 2009 році[29]
- Південна Корея: Корейська національна поліція (KNP)
- Іспанія: Іспанська транспортна поліція
- Тайвань: Деякі офіцери національної поліції Тайваню[30]
- Тринідад і Тобаго: Поліція
- Таїланд:
  - Міністерство внутрішніх справ
- ООН: Сили безпеки в Нідерландах
- США: M&P9, M&P40, M&P45, M&P357
- Різні департаменти поліції США[31]
  - Відділ поліції Колумбусу (CPD), M&P40 PRO[32]
  - Департамент поліції Детройту
  - Департамент шерифа округу Лос-Анджелес (LASD), M&P9[33]
  - Управління боротьби з наркотиками (DEA)[34]
  - Поліція штату Вермонт (VSP), M&P40[35]